# SPA CL39
Lo SPA CL39 o Fiat-SPA CL39  ma anche denominato Fiat-SPA C.L.F. 39 (dove la sigla sta per Carro Leggero Fanteria) o anche Autocarretta SPA per distinguerlo dalla Autocarretta OM, è un autocarro leggero prodotto in Italia dalla Società Piemontese Automobili (SPA) ed impiegato dal Regio Esercito e dalla Regia Aeronautica. Aveva una diversa concezione rispetto all’autocarro di montagna, con un assetto meno rustico. Era dotato di facile condotta e poteva raggiungere una buona velocità.  Il marchio SPA, che nel 1932 assorbì con l'azionista di riferimento Fiat anche la Scat, fu presente sul mercato dal 1906 al 1947, nonostante nel 1909 l'azienda originaria sia stata fusa con la F.L.A.G. (Fabbrica Ligure Automobili Genova) e nel 1926, in seguito a difficoltà finanziarie, sia stata acquistata interamente dalla FIAT. Inquadrata a partire dal 1929 nel "Consortium Fiat" la Spa cessa nel 1940 la produzione di autobus, mentre nel 1947 viene messa in liquidazione e viene definitivamente assorbita nella Fiat.

## Storia

Un CL39 armato di mitragliatrice Breda Mod. 37

L'autocarretta è una tipologia di Carro Leggero per Fanteria (C.L.F.) nata per sostituire le carrette di battaglione a traino animale ed i muli, soprattutto per gli spostamenti su mulattiere e carrarecce di montagna.
Il primo tipo di autocarretta adottata dal Regio Esercito fu la OM Modello 32, da cui derivarono quattro modelli successivi. Lo sviluppo del modello della SPA inizia invece nella metà degli anni Trenta per affiancare e sostituire le OM con un mezzo più moderno in vista di un ampio contratto di fornitura. Il CL viene prodotto come preserie in due versioni, una con sistema di raffreddamento del motore ad aria ed uno ad acqua. Presentate al Centro Studi della Motorizzazione il 13 novembre 1938, tra i due modelli viene selezionata la versione ad acqua, sviluppata inizialmente nel seno del Consortium Fiat nato per la produzione di veicoli industriali col codice - poi abbandonato - di '500'. Dopo la diffusione di un numero limitato di esemplari posti in uso in modo sperimentale ad aziende civili e enti per testarne le caratteristiche e valutare eventuali problemi di progettazione o di materiali, il CL supera le valutazioni militari e mutati alcuni elementi su indicazione dei tecnici del Ministero della Difesa, entra in produzione in grandi numeri per il Regio Esercito e la Regia Aeronautica e lo si vede partecipare alle parate e alle esercitazioni nel '39 con la denominazione CL39, dove la sigla sta per "Carro Leggero", seppur fu generalmente noto come "autocarretta SPA o L39" per distinguerla dalla precedente OM.

Autocarrette CL39 trainano gli obici da 75/18 Mod. 1934

Il mezzo, destinato al trasporto personale e materiali, veniva utilizzato anche come trattore d'artiglieria per il traino delle mitragliere antiaeree Breda 20/65 Mod. 1935 e Scotti-Isotta-Fraschini 20/70, del cannone controcarro 47/32 Mod. 1935 e dell'obice da accompagnamento 75/18 Mod. 1934/1935.
Dal 1940, il CL39 venne assegnato in sei autocarrette per Gruppo da 75/18 Mod. 34, otto per compagnia mortai da 81 mm Mod. 35 e quattro per compagnia controcarri divisionale da 47/32. La divisione di fanteria secondo l'ordinamento del 1940 era dotata di 45 CL39, che con l'ordinamento del 1943 passano a 145, ovvero 53 per ognuno dei due reggimenti di arma base e 39 per il battaglione mortai divisionale. La versione "Coloniale" fu adottata ufficialmente il 14 febbraio 1941.
Durante la seconda guerra mondiale furono impiegati su tutti i fronti, dalla Russia ai Balcani alla Libia italiana, a eccezione dell'Africa Orientale Italiana. Dopo l'8 settembre, nel 1944 furono consegnati 198 mezzi alla Wehrmacht. Tra le versioni speciali requisiti anche dall'esercito tedesco rientrano le versioni munite di trazione integrale sul modello degli Spa 37, pur senza ruote posteriori sterzanti.
Delle 5 642 autocarrette prodotte per le forze armate monarchiche, i pochi esemplari efficienti rimasero in servizio con l'Esercito Italiano fino agli anni 1950.
Riadeguati in molti casi alle mutate esigenze militari e strategiche, i veicoli vennero anche muniti di motori Fiat 1900 cc alimentati a nafta, lo stesso del trattore Fiat 25,  provvisti di avviamento con motore elettrico alimentato a batteria a 24 Volt, a differenza delle prime versioni che non disponevano di accumulatori ma avevano avviamento esclusivamente a manovella, agevolato dal magnete ad autoscatto Marelli S.A.4. Una dinamo a tre spazzole provvedeva ad alimentare i fari di bordo. Restano sul mezzo i fari laterali a olio da usarsi nei tratti sottoposti ad oscuramento tattico.

## Tecnica
La meccanica era notevolmente semplificata rispetto alla Autocarretta OM. L'autotelaio su due longheroni è a due assi, a ruote singole, sterzanti quelle anteriori e motrici quelle posteriori, con passo di 2,3 metri e carreggiata di 1,320 metri.
Le ruote possono montare sia gommatura pneumatica "Artiglio" (700-18”) sia semipneumatica "Celerflex" 140x620. Il motore è uno SPA CLF a benzina a 4 cilindri in linea, con 1.628 cm³ di cilindrata e 25 cavalli di potenza a 2400 giri al minuto. La trasmissione è ad albero cardanico a cannocchiale, con due giunti cardanici, con cambio a 5 marce avanti ed una retromarcia e freni idraulici a tamburo sulle quattro ruote.
Per garantire l'aderenza su terreni difficili lo Spa CL 39 dispone di serie di speciali catene a conchiglia, custodite nel vano posizionato sotto il sedile del passeggero, in cabina. Il freno di stazionamento invece agisce sulla trasmissione, con un meccanismo di arresto indietreggio attivato da una leva posta accanto a quella del cambio, per agevolare le partenze in salita.
La cabina, avanzata, a due posti con guida a destra, è aperta con copertura in tela. Solo i primi 400 esemplari furono provvisti di tetto rigido. Il cassone di legno, con sponde laterali fisse e posteriore ribaltabile, ha una portata utile di 1.000 chilogrammi e può trasportare 10 uomini oltre ai due di equipaggio, mentre il peso rimorchiabile al gancio è di 1,2 tonnellate.
Le sospensioni sono affidate a balestre semiellittiche funzionanti a compressione. La versione Coloniale si distingue per il filtro dell'aria a olio in cabina e il cassone ribassato con ruota di scorta fissata dietro al sedile del conduttore.
L'autotelaio ha un passo di 2,300 metri, carreggiata anteriore 1,300 metri, carreggiata posteriore 1,320 metri. L'autoveicolo ha un ingombro longitudinale di mt 3,890, ingombro trasversale di mt 1,520 e ingombro verticale di circa mt 2,300. Altezza minima da terra mt. 0.250. Altezza di guado superabile mt. 0,70.